# ۱۱ ذی‌القعده
۱۱ ذیقعده، یازدهمین روز ماه ذیقعده در تقویم هجری قمری است.
در تقویم هجری قمری قراردادی این روز سیصد و ششمین روز سال است.

## وقایع
- تأسیس سلسلهٔ «آل بویه» خاندان مشهور شیعی ایرانی(۳۲۱ ق)
- آغاز جنگ «نادرشاه افشار» برای تصرف هندوستان(۱۱۵۱ ق)

## زادروزها
- ۱۴۸ ‐ علی بن موسی (رضا)، هشمین امام شیعیان[۱]
- «شیخ مفید» فقیه و متکلم نامدار شیعه(۳۳۶ ق)